# 赫魯茲卡河 (黑塔什雷克河支流)

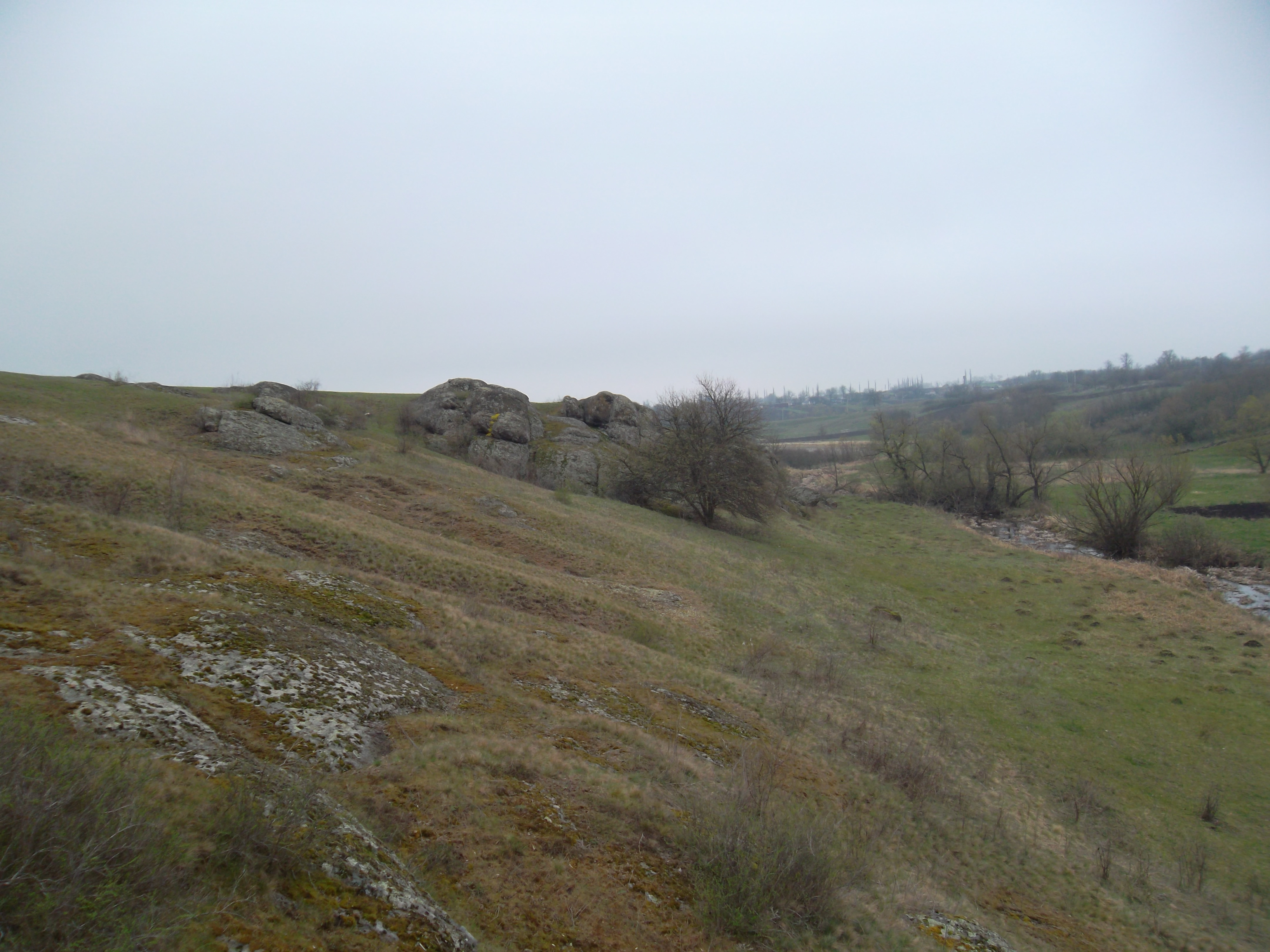

赫魯茲卡河（羅馬化：Hruzka）是烏克蘭的河流，位於該國南部，屬於黑塔什雷克河的左支流，流經基洛夫格勒州和尼古拉耶夫州，河道全長28公里，流域面積153平方公里。